# Praxis (engenharia de software)
Praxis é um processo de desenvolvimento de software. Ele tem enfoque educacional, com o objetivo de dar suporte ao treinamento em Engenharia de Software e à implantação de processos em organizações que desenvolvem, mantêm ou contratam software.
O processo Praxis é baseado na experiência de consultoria industrial do autor, assim como de alguns dos mais importantes paradigmas da área:
- o modelo SW-CMM de maturidade em processos de software;
- a notação orientada a objetos padronizada UML;
- o Processo Unificado (Unified Process);
- os padrões IEEE para a Engenharia de Software.

Praxis é um modelo oriundo do DCC/UFMG que, segundo seus autores, foi baseado nos modelos RUP (sendo esta sua principal referência), TSP e PSP.
Na realidade, trata-se de uma instância (implementação) do RUP, que ganhou expressão no mercado em função de seu "berço" (DCC UFMG - Referência em computação) e por ter sido utilizado em cursos de graduação e pós graduação por longos períodos.
Entretanto, existem limitações para sua difusão, falta de divulgação de longo alcance, fora de MG, e a questão do "perfil acadêmico" excessivo do modelo, caracterizado, por exemplo pelo excessivo número de artefatos gerado ao longo do projeto (relatórios, modelos, especificações, etc)

## Fundamentos
O modelo baseia-se numa visão sobreposta, por duas fontes do mesmo fato: O Desenvolvimento de Software.
> A primeira visão é a do "fluxo técnico":
```
   - Atividade do engenheiro de software
   - Gestão de requisitos
   - Análise (Projeto lógico)
   - Desenho (Diagramação, UML)
   - Implementação
   - Engenharia de Sistemas
```

> A segunda visão é a gerencial, cuja responsabilidade é do gestor de projetos. Cada passo/fase, é vista segundo um "script" estruturado da seguinte forma:
```
   - Descrição
   - Pré Requisito
   - Insumos
   - Atividades
   - Resultados Esperados
   - Critérios de aprovacao
```